# Bataille de Forbach-Spicheren
Guerre franco-allemande de 1870
Batailles
- Chronologie de la guerre franco-prussienne de 1870
- Sarrebruck (08-1870)
- Wissembourg (08-1870)
- Forbach-Spicheren (08-1870)
- Wœrth (08-1870)
- Bitche (08-1870)
- Phalsbourg (08-1870)
- Borny-Colombey (08-1870)
- Strasbourg (08-1870)
- Mars-la-Tour (08-1870)
- Toul (08-1870)
- Gravelotte (08-1870)
- Metz (08-1870)
- Nouart (08-1870)
- Beaumont (08-1870)
- Noisseville (08-1870)
- Sedan (08-1870)
- Montmédy (09-1870)
- Soissons (09-1870)
- Siège de Paris et chronologie du siège (09-1870)
- Nompatelize (10-1870)
- Bellevue (10-1870)
- Châtillon (10-1870
- Châteaudun (10-1870)
- Buzenval (10-1870)
- Bourget (10-1870)
- Dijon (10-1870)
- Belfort (11-1870)
- La Fère (11-1870)
- Langres (11-1870)
- Bouvet et Meteor (navale) (11-1870)
- Coulmiers (11-1870)
- Thionville (11-1870)
- Châtillon-sur-Seine (11-1870)
- Villers-Bretonneux (11-1870)
- Beaune-la-Rolande (11-1870)
- Champigny (11-1870)
- Orléans (12-1870)
- Loigny (12-1870)
- Châteauneuf (12-1870)
- Beaugency (12-1870)
- Longeau (12-1870)
- l’Hallue (12-1870)
- Siège de Péronne (1871)
- Bapaume (01-1871)
- Villersexel (01-1871)
- Le Mans (01-1871)
- Héricourt (01-1871)
- Saint-Quentin (01-1871)
- Buzenval (01-1871)

La bataille de Forbach-Spicheren, également appelée bataille de Spicheren, ou bataille de Forbach, s'est déroulée le 6 août 1870 lors de la guerre franco-prussienne, à quelques kilomètres au sud de Sarrebruck. Cette bataille est assez méconnue, principalement parce que le même jour se déroule la bataille de Frœschwiller-Wœrth, célèbre pour une série de charges de cavalerie françaises. Pourtant l'invasion allemande en découle directement.

## Contexte
Le 2 août 1870, le 2e corps de l'armée du Rhin commandé par le général Frossard passe la frontière pour se rendre à Sarrebruck. Les Prussiens se sont retirés de la ville peu de temps avant, seuls quelques détachements d'avant-garde y patrouillent. Cette opération mineure est transformée en victoire française, mais les Allemands lancent une offensive quelques jours après et remportent de nombreux combats les 5 et 6 août.
En quittant Sarrebruck, Frossard fait de nombreuses et graves erreurs stratégiques. Il néglige en effet de détruire les ponts sur la Sarre, le télégraphe et la voie ferrée de Neunkirchen, laissant des moyens précieux aux Allemands.

## Situation générale des armées au 5 août
Le plan d'opération de l'armée allemande prévoyait deux axes de progression, un premier suivi par la IIIe armée partant de Landau en direction de l'Alsace et les Vosges ; un second suivi par la Ire armée du général Steinmetz partant du nord de Sarrebruck en direction de Metz. La deuxième armée du prince Frédéric-Charles s’insérant entre la première et la troisième armée sur axe Sarrebruck - Nancy, son rôle consistant dans un premier temps à se positionner pour soutenir la première ou la troisième armée suivant les circonstances.
À Woerth, la bataille a été fortuite, de petits engagement ont occasionné une bataille acharnée. Le terrain y était accessible à toutes les armes et l'artillerie (surtout allemande) y joua un rôle décisif. La cavalerie put également agir.
À Spicheren, la situation était toute autre, le terrain ne favorise pas l'emploi de l'artillerie ni celui de la cavalerie. Tout le poids des engagements et des pertes qu'il entraînait retombait sur l'infanterie.

### Plans d'opérations français
Par suite du départ de la division Montaudon et de celui de la majeure partie du 5e corps, le 2e corps n’avait plus d’appui sur sa gauche et n’était plus soutenu sur sa droite que par la brigade Lapasset, temporairement laissée à Sarreguemines. Aussi le général Frossard se vit-il contraint de dégarnir son centre pour renforcer ses ailes. En conséquence, la brigade Letellier-Valazé (1re division) fut portée à la gauche, en arrière et à l'ouest de Forbach, d’équerre sur la route de Sarrelouis. À la droite, la brigade Doens (3e division) vint prendre position sur la crête de la hauteur de Spicheren.
Dans la journée du 5, le corps du maréchal Bazaine, le seul qui fût en mesure de venir en aide au général Frossard, exécuta les mouvements indiqués précédemment, mouvements qui le plaçaient en arrière du 2e corps, sur une ligne s’étendant de Saint-Avold à Sarreguemines. Une bonne route reliait entre elles les divisions du 3e corps, qui étaient espacées de 9 à 10 kilomètres et se trouvaient en moyenne à 16 kilomètres de Forbach.
Le 4e corps n'est pas rapprochés des 2e et 3e.
" (...) de nouvelles dispositions étaient arrêtées par l’état-major général, dispositions indiquées dans une dépêche du major général au maréchal Bazaine :
« L'intention de l’Empereur est de se rallier avec le maréchal de Mac Mahon, et en même temps de concentrer les corps d'armée d’une manière compacte. A cet effet, le 2e corps se rendrait à Bitche, le 5e à Sarreguemines, le 4e à Haut-Hombourg et la garde à Saint-Avold. Les mouvements commenceraient demain matin 7 août ».
Cette intention est fortement contrariée par les actions allemandes.

#### Les dispositions du2eCorps le 5 août
Le 5 août, à 7 heures du matin, le général Frossard reçut du major général la dépêche suivante: « Donnez-moi de vos nouvelles. »
Dans sa réponse, le général Frossard, après avoir indiqué les précautions qu’il avait dû prendre pour renforcer ses ailes, ne dissimula pas qu’il se trouvait un peu en flèche, et ajouta qu’il lui paraissait préférable d’occuper les plateaux qui s'étendent de Forbach à Sarreguemines.
Deux heures plus tard, le général Frossard était autorisé par l’empereur lui-même à reporter son quartier général à Forbach, et à disposer ses divisions comme il l’entendrait. Il devait en outre se tenir prêt à se diriger sur Saint-Avold, dès qu’il en recevrait l’ordre.
L’exécution du mouvement prescrit au général Frossard était fixée à la matinée du 6.
Le général Frossard préféra opérer sa retraite dans la soirée du 5, afin de dissimuler son mouvement à l’ennemi, et de se rapprocher au plus vite du 3e corps.
Chose étrange, on ne pensa pas à détruire les ponts de la Sarre ; et ces ponts, les Prussiens les utilisèrent dès le lendemain !
Entre Sarreguemines, Sarrebruck et Saint-Avold, s’étend un terrain montagneux de forme triangulaire, qui est couronne de plateaux s’élevant, en moyenne, de 120 mètres au-dessus du fond des vallons. Ces plateaux ont pour limites, sur les flancs, des pentes boisées, assez escarpées, qui tombent, à l’ouest, sur la route de Saint-Avold à Sarrebruck et à l'est sur la route qui longe la Sarre. Ces deux routes convergent vers Sarrebruck.
Ce massif, qui va en se rétrécissant vers le nord présente trois lignes successives de hauteurs : la première ligne comprend les hauteurs qui dominent la Sarre ; la seconde est constituée par les hauteurs de Spicheren qu’un profond vallon sépare des précédentes ; la troisième est formée par des plateaux situés en arrière de Spicheren qui vers Forbach se soudent aux élévations de la seconde ligne.
La ligne des positions du 2e corps s’étendait de la partie sud du village de Saint-Arnual au village de Stiring-Wendel.
À l'est, cette ligne de hauteurs présente des pentes d’un accès difficile et des bois épais ; à l’ouest, le sol est moins accidenté et moins boisé. Entre la forêt de Spicheren et celle de Stiring s’étend une trouée qui est rétrécie jusqu'à 7 ou 800 pas par l’étang de Drathzug puis tout à fait fermée, un peu plus au sud, par le village industriel de Stiring-Wendel.
À l'ouest de la voie ferrée, qui est parallèle à la route de Saint-Avold à Sarrebruck, s'étend, jusqu'à la Sarre, un massif de hauteurs fortement boisées qu’on ne peut franchir qu'en suivant les chemins.
La défense du plateau de Spicheren avait été confiée à la division Laveaucoupet.
La brigade Micheler était en première ligne sur la croupe Un bataillon avait été jeté sur la droite pour occuper un bois à partir duquel le terrain descend en pente rapide vers Saint-Arnual.
Le bataillon de chasseurs de la division fut posté sur un petit contrefort situé à gauche du plateau. Ce contrefort porte le nom d’Éperon de Spicheren; il fait saillie sur le grand vallon, et ceux qui l'occupent peuvent battre ce vallon, la route de Sarrebruck, et flanquer de feux plongeant si le terrain en avant de Stiring. Le 6 au matin, une tranchée en forme de fer à cheval fut construite sur cet Éperon.
La brigade Doens, placée en seconde ligne, avait pris position, avec l’artillerie divisionnaire, sur le mamelon en arrière du village de Spicheren.
La division Vergé s’était établie autour de Forbach. La brigade Jolivet avait un régiment, le 77e, à gauche de la route, à 600 mètres environ en avant de Stiring, et l’autre, le 76e, à droite de la route et en retraite du 77e. Les troupes étaient couvertes par une tranchée-abri et un épaulement pour quatre pièces. La brigade Letellier-Valazé se tenait à l'ouest de Forbach, perpendiculairement à la route de Sarrelouis, qui était barrée par un retranchement.
À Forbach se trouvaient également les six batteries de la réserve d’artillerie.
Ces dispositions avaient pour but de protéger la gare de Forbach et les approvisionnements considérables accumulés dans cette ville, approvisionnements qu'on aurait dû avoir la prévoyance de faire refluer dans l’intérieur ou, pour le moins, de diriger sur Metz.

Quant à la division Bataille, elle occupait le plateau d’Oetinger, position avantageuse, éloignée de 3 kilomètres de celles de la division Laveaucoupet.
Le général Frossard a solidement établi ses positions. Le 6 août, à 4h40 du matin, il reçut le télégramme suivant : 
"Tenez vous prêt contre une attaque sérieuse qui pourrait avoir lieu aujourd'hui même (...)"

### Plans d'opérations allemands
Le plan de campagne des armées allemandes, en cas de guerre avec la France, se trouvait résumé dans un mémoire rédigé par l’état-major prussien pendant l’hiver de 1868-69. Ce mémoire assignait pour premier objectif aux opérations de rechercher l’armée ennemie la plus à portée, et de la battre là où on la rencontrerait; mais l’idée principale qui s’en dégageait était qu’il fallait s’efforcer de refouler le gros des forces françaises au nord de leur ligne de communication avec Paris. Cette partie du plan de campagne ne fut que trop fidèlement exécutée.
Les reconnaissances faites par la division de cavalerie Rheinbaben et celle du duc Guillaume (de Mecklembourg-Schwerin) avait amené l'état-major allemand à admettre, d'une manière générale que depuis le 5 août les Français avaient l'intention de faire un mouvement rétrograde et que les quelques mouvements en avant exécutés par eux n'étaient que des démonstrations et des diversions faites pour couvrir leur retraite sur Forbach, opinion renforcée par la déclaration du général de Rheinbaben le 6 août au matin : « l'ennemi était en train de se retirer ».
En conséquence, les chefs des 1re et 2e armées allemandes donnèrent les ordres pour une marche en avant avec en objectif qu'il fallait empêcher les Français de faire leur retraite. Ce fut le 7e corps de la 1re armée qui le premier amena sur la Sarre une de ses deux divisions, la 14e, commandée par la général de Kamecke. Le général fit occuper par la brigade François (39e et 74e (de) régiments d'infanterie prussiens) la ville de Sarrebruck et les hauteurs situées dans son voisinage immédiat. À peine arrivées sur le champ de manœuvre, ces troupes essuyèrent le feu ouvert depuis le Rotheberg.
La bataille de Forbach-Spicheren débute le 6 août vers 14h00.

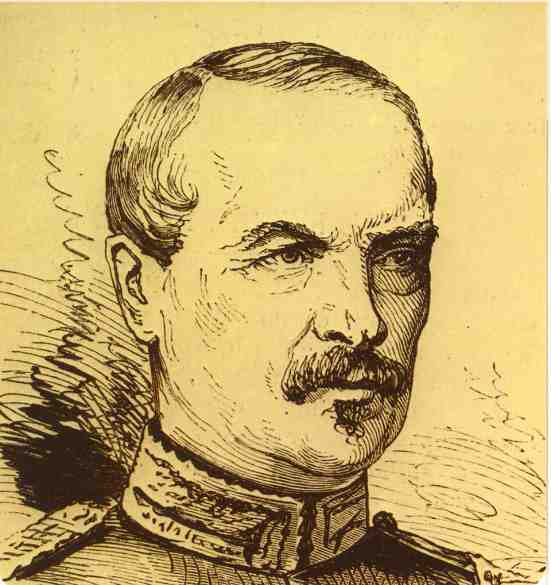
Charles Auguste Frossard.
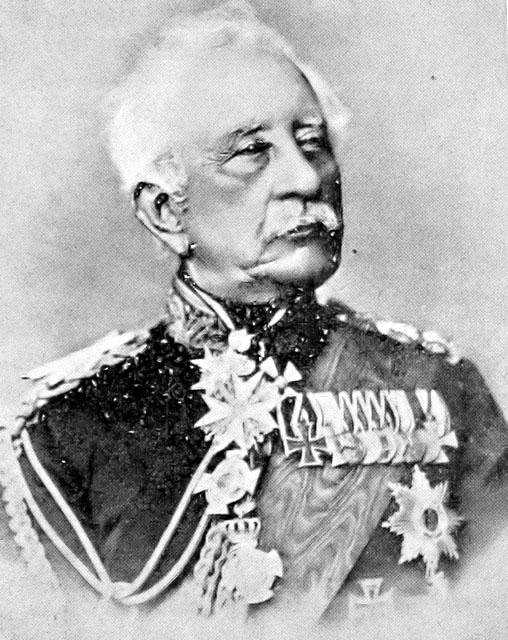
Karl-Friedrich von Steinmetz.

## Déroulement de la bataille
Frossard a établi ses 25 000 hommes sur les hauteurs de Spicheren et en avant des villages de Stiring et de Schœneck. Son poste de commandement est installé dans la maison du maire de Forbach, d'où il est en liaison directe avec le maréchal Bazaine, alors à Saint-Avold. Dans la matinée du 6 août, la 14e division d'infanterie du général Kameke passe à l'offensive à Schœneck et à la Brême d'Or.
Les Allemands possèdent un avantage important : leur artillerie. Elle est en effet composée de canons Krupp en acier, relativement précis. La configuration du terrain va faire que l'artillerie allemande sera inopérante pendant la quasi-totalité de l'engagement. Les Français résistent et repoussent leurs assaillants, parfois à la baïonnette, en leur infligeant de lourdes pertes.
Les Prussiens s'emparent de la Brême d'Or et vers 16 heures, ils reçoivent de nombreux renforts. Au cours de la soirée, ils s'emparent du Roter Berg (« montagne rouge » en allemand) et arrivent à installer des avant-postes sur le Forbacher Berg. Dans la forêt du Gifertwald, des combats au corps à corps se poursuivent jusqu'à la nuit.
Plus bas dans la vallée, Frossard, dépourvu de réserves et de renforts, malgré des demandes répétées auprès de Bazaine, est menacé d'encerclement par l'arrivée de la 13e Division Allemande sur Forbach par le Nord-Est (Kanincherberg). Il décide donc l'évacuation de Stiring et la retraite vers Sarreguemines. Quelques violents combats à l'arme blanche se poursuivent dans les villages, où des isolés n'ont pas eu connaissance de l'ordre de retraite.

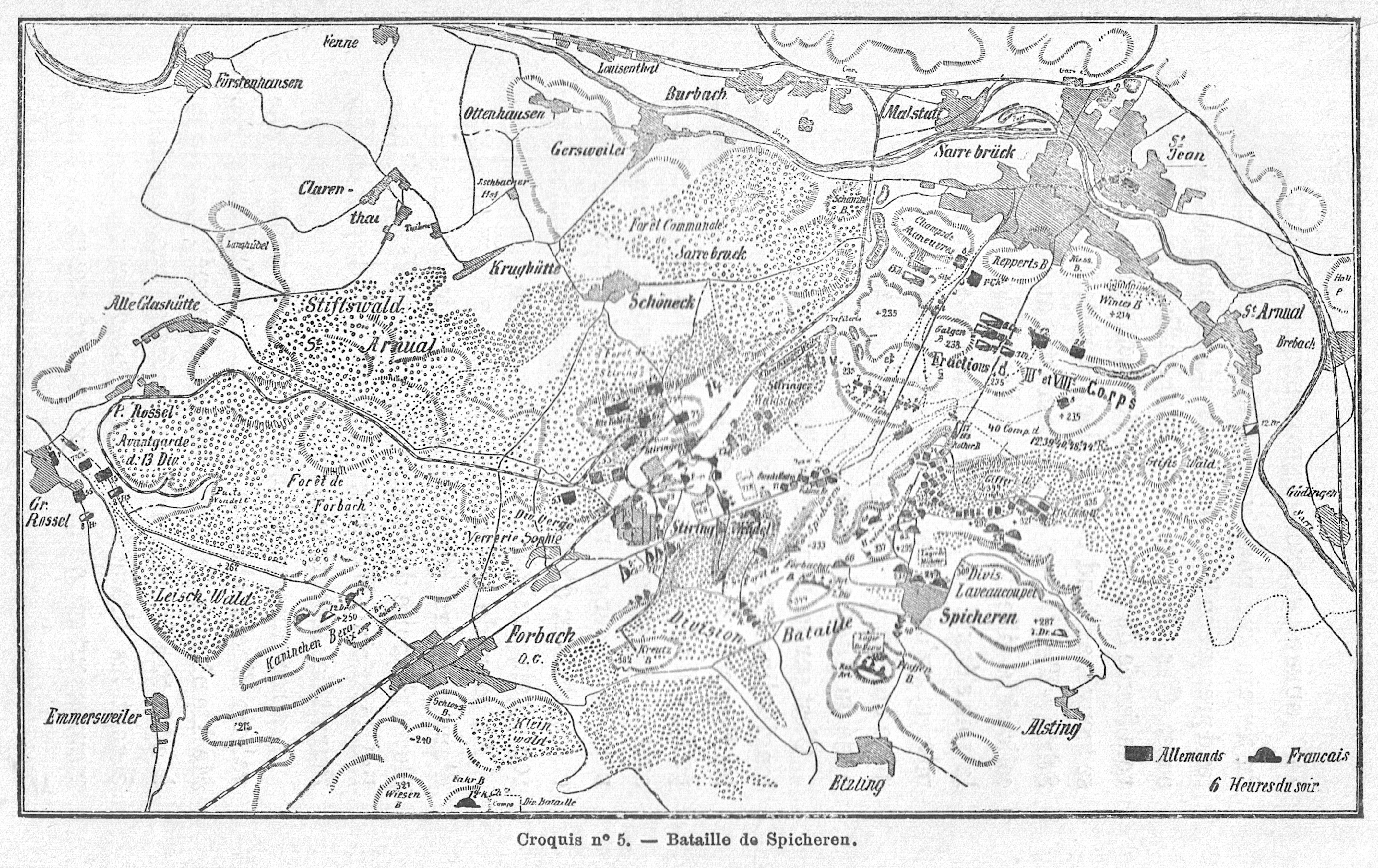
Situation à 18h00.

Vers neuf heures du soir, le même capitaine donne l'ordre d'abandonner la position. Il nous indique le lieu de ralliement avec le régiment. Il faut effectuer la route à marche forcée, les ennemis sont là qui menacent de nous couper la retraite. La plaine grouille de Prussiens, paraît-il. C'est égal, je ne suis pas content de battre en retraite sans essayer mon fusil !... C'est de mauvais augure, pensais-je. Nous sortons par où nous sommes entrés, et, à deux cents mètres, de la ville, nous nous jetons à travers la plaine. Arrivés sur un chemin vicinal, nous marchons à perdre haleine, craignant à chaque instant l'apparition des casques à pointes nous barrant la route. Ce n'est plus une retraite, vrai, c'est un sauve-qui-peut !

## Bilan
L'armée de Steinmetz souffre de lourdes pertes et, par conséquent, ne poursuit pas les troupes de Frossard. Elle n'entre dans Forbach sans combat que le lendemain, le 7 août. On compte environ 5 000 morts, blessés et disparus du côté allemand contre environ 3 000 du côté français. Plus tard, on reprocha à Frossard d'avoir ordonné la retraite trop tôt, alors qu'il possédait encore de nombreuses réserves. Il semblerait en effet que celui-ci surestima la fonction de la place de Metz qu'il qualifiait de « planche de salut assuré ». Il n'empêche que cette retraite se généralise à toutes les troupes françaises, laissant le champ libre aux Prussiens qui, après l'envoi d'éclaireurs, entrent dans Sarreguemines dans l'après-midi du 7 août, puis dans Saint-Avold, Puttelange, Sarrebourg et Boulay. Metz se prépare à un siège sous les ordres du général Coffinières de Nordeck, officier du génie.
La conclusion allemande de cet engagement précise que tout le corps de Frossard a été engagé dans l'action jusqu'à l'épuisement complet sur un terrain qui lui était très favorable, ce qui pour l'état major-allemand explique la difficulté de l'engagement et des pertes considérables subies par eux. Tactiquement ils expliquent le retrait français par l'arrivée au Nord-Est de Forbach de la 13e division (de Glümer) — pouvant potentiellement être l'avant garde d'unités plus importantes — sur la ligne de retraite française obligeant les Français à rompre le combat au risque d'être pris.
Stratégiquement, l'explication pour eux est le manque de solidarité et de soutien des unités françaises entre elles, non pas celles du corps de Frossard entre-elles mais des autres corps français à proximité du théâtre des opérations. La division Metman à Marienthal, la division Castigny à Puttelange et la division Manteaudon à Sarreguemines. Les trois se trouvant à moins de 15 km de Spicheren, aucune d'elles ne fit mouvement pour soutenir l'action du corps de Frossard.
L'épuisement des troupes, la confusion des troupes allemandes à la fin de l'engagement et l'obscurité empêchèrent les allemands de poursuivre les Français.
Le bilan allemand fait état de 1 200 à 1 500 hommes non blessés français fait prisonniers, 223 officiers (dont 49 tués) et 4 648 hommes (794 tués) furent perdus coté prussien. Ce bilan ne précise pas les pertes françaises.

## Mémorial
Le jardin franco-allemand de Sarrebruck contient un mémorial aux morts des deux armées ainsi que la tombe de Katharine Weissgerber (« Schultze Kathrin ») dont le dévouement altruiste et le mépris du danger ont permis de protéger et de soigner de nombreux soldats blessés allemands comme français.
Une station du métro de Berlin, la U-Bahnhof Spichernstraße, elle-même baptisée selon une rue éponyme, est nommée en souvenir de la bataille.